# Maria Schaumayerová
Maria Schaumayerová, nepřechýleně Maria Schaumayer (7. října 1931 Štýrský Hradec – 23. ledna 2013 Vídeň) byla rakouská ekonomka a politička, členka Rakouské lidové strany. V letech 1990 až 1995 působila jako guvernérka rakouské centrální banky Oesterreichische Nationalbank (OeNB). V roce 1996 byla jmenována čestnou občankou Vídně a v roce 2000 jí bylo uděleno Zlaté čestné vyznamenání za zásluhy o Rakouskou republiku.

## Život a kariéra
V roce 1949 vystudovala ve Fürstenfeldu reálné gymnázium. Poté studovala mezinárodní obchod a ekonomii na Univerzitě světového obchodu ve Vídni a práva na Univerzitě v Innsbrucku, studium dokončila v roce 1952. V roce 1954 získala  doktorát z ekonomie.
Zpočátku pracovala v Creditanstalt, kde se v roce 1961 stala prokuristkou. Byla členkou vídeňské asociace akademiků. V letech 1965 až 1973 byla  členkou vídeňské městské rady a vídeňské zemské vlády, kam byla nominovaná Rakouskou lidovou stranou (ÖVP). Byla zodpovědná za obecní podniky a stavební řád a další technické záležitosti.
V letech 1969 až 1982 byla členkou vídeňského zemského parlamentu a městské rady. V roce 1974 se stala členkou představenstva Kommunalkredit AG ve Vídni. V letech 1969 až 1982 působila také ve vídeňské obecní radě a ve vídeňské  zemském sněmu.
V letech 1982 až 1989 byla finanční ředitelkou ÖMV a v letech 1990 až 1995 prezidentkou Oesterreichische Nationalbank.
V roce 1991, u příležitosti svých 60. narozenin, založila nadaci Dr. Maria Schaumayer Foundation s cílem aktivně podporovat kariéru žen v podnikání a vědě a podporovat výzkum a zlepšovat rámcové podmínky pro tyto kariéry.
Od roku 2000 byla vládním zmocněncem pro odškodnění nuceně pracujících za nacistického režimu. V této roli sehrála klíčovou roli při uzavírání bilaterálních dohod mezi Rakouskou republikou a šesti evropskými zeměmi a také USA a dokázala se dohodnout se skupinou civilních žalobců zastoupených advokátem Edem Faganem. Prostřednictvím zřízení rakouského fondu pro usmíření, mír a spolupráci dostalo odškodnění asi 132 000 bývalých nuceně nasazených.
Kromě své profesní kariéry zastávala Schaumayerová mnoho čestných funkcí. V květnu 2006 byla vůbec první ženou, která se stala čestnou členkou Rakouské akademie věd.
Zemřela 23. ledna 2013 a byla pohřbena na hřbitově v Döblingu. Od roku 2014 je po ní pojmenováno náměstí ve Vídni-Döblingu (19. obvod).

## Ocenění a vyznamenání (výběr)
- Zlaté čestné vyznamenání za zásluhy o město Vídeň, 1984[2]
- Zlaté čestné vyznamenání Štýrska s hvězdou, 1992
- Čestná senátorka Vídeňské univerzity ekonomie a obchodu, 1992
- Stříbrné vyznamenání se stuhou Za zásluhy o Rakouskou republiku, 1995
- Čestná občanka Vídně, 1996
- Zlatý čestný odznak Za zásluhy o Rakouskou republiku, 2000
- Velké čestné vyznamenání Pro Merito se stuhou od Vídeňské univerzity ekonomie a obchodu, 2001
- Čestná členka Rakouské akademie věd, 2006[2]
- "Cena Leopolda Kunschaka", 2007 (jako první žena)
- Čestná senátorka Univerzity v Innsbrucku, 2008